# 伊戈尔·克鲁托伊
伊戈尔·雅科夫列维奇·克鲁托伊 （俄语：Игорь Яковлевич Крутой，羅馬化：Igor Yakovlevich Krutoy，1954年7月29日—），俄羅斯乌克兰裔作曲家，演员和音乐制作人 ，曾为普加乔娃、瓦列莉娅、阿尔苏等歌星作曲。于1989年获列宁共产主义青年团奖章，1992年获俄罗斯功绩卓著的艺术活动家，俄罗斯人民演员，乌克兰人民演员称号。伊戈尔在曼哈顿广场酒店购买了当时纽约最贵的单身公寓，1 Central Park South Realty LLC名下价值4千8百万的1207号和1209号房间。